# Schrankia croceipicta
Schrankia croceipicta là một loài bướm đêm trong họ Erebidae.